# Heliophorus vulgaris
Heliophorus vulgaris är en fjärilsart som beskrevs av Riley. Heliophorus vulgaris ingår i släktet Heliophorus och familjen juvelvingar. Inga underarter finns listade i Catalogue of Life.